# Epipactis dunensis
Epipactis dunensis es una especie de orquídea perteneciente a la familia Orchidaceae que se distribuye en Europa.

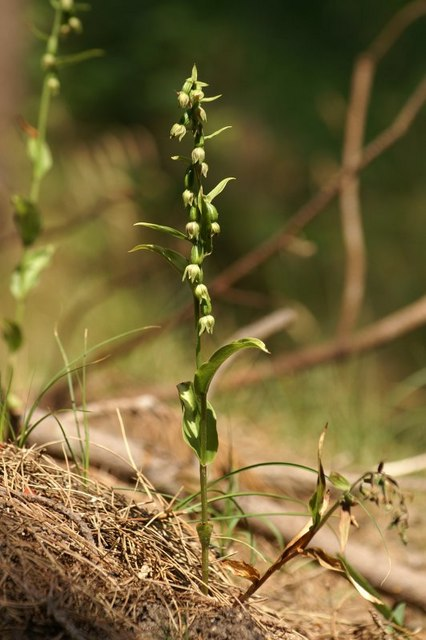
Vista de la planta

## Descripción
Se encuentra en Gran Bretaña como una pequeña o mediana orquídea, que prefiere el clima frío, con  hábito terrestre y con un tallo velloso con 7 a 10 hojas lanceoladas, dísticas que florece en el verano en una inflorescencia laxa, con 7 a 20 flores, y forma de racimo.

## Taxonomía
Epipactis dunensis fue descrita por (T.Stephenson & T.A.Stephenson) Godfery y publicado en Journal of Botany, British and Foreign 64: 68. 1926.
Etimología
Ver: Epipactis
dunensis: epíteto latino que significa "que vive en las dunas".
Sinonimia
- Epipactis dunensis subsp. tynensis Kreutz
- Epipactis leptochila subsp. sancta (P.Delforge) Kreutz
- Epipactis muelleri var. dunensis' (T.Stephenson & T.A.Stephenson) P.D.Sell
- Epipactis peitzii var. sancta P.Delforge
- Epipactis sancta (P.Delforge) P.Delforge
- Epipactis viridiflora f. dunensis T. Stephenson & T.A. Stephenson
- Helleborine latifolia var. dunensis (T.Stephenson & T.A.Stephenson) Soó
- Helleborine leptochila var. dunensis (T.Stephenson & T.A.Stephenson) Druce
- Helleborine viridiflora f. dunensis T.Stephenson & T.A.Stephenson[3][4]